# Jadel Gregório
Jadel Gregório (ur. 16 września 1980 w Jandaia do Sul) – brazylijski lekkoatleta, specjalista trójskoku i skoku w dal, wicemistrz świata z Osaki (2007), 2-krotny halowy wicemistrz świata.

## Sukcesy
| Rok  | Zawody                    | Miasto         | Miejsce | Konkurencja |
| ---- | ------------------------- | -------------- | ------- | ----------- |
| 2003 | Igrzyska panamerykańskie  | Santo Domingo  | 2.      | trójskok    |
| 2003 | Mistrzostwa świata        | Paryż          | 5.      | trójskok    |
| 2004 | Halowe mistrzostwa świata | Budapeszt      | 2.      | trójskok    |
| 2004 | Igrzyska olimpijskie      | Ateny          | 5.      | trójskok    |
| 2005 | Mistrzostwa świata        | Helsinki       | 5.      | trójskok    |
| 2006 | Halowe mistrzostwa świata | Moskwa         | 2.      | trójskok    |
| 2007 | Igrzyska panamerykańskie  | Rio de Janeiro | 1.      | trójskok    |
| 2007 | Mistrzostwa świata        | Osaka          | 2.      | trójskok    |
| 2008 | Igrzyska olimpijskie      | Pekin          | 6.      | trójskok    |
| 2010 | Halowe mistrzostwa świata | Doha           | 6.      | trójskok    |

## Rekordy życiowe
- skok w dal – 8,22 (2004)
- trójskok – 17,90 (2007), obecny rekord Ameryki Południowej